# Mistrzostwa Świata Juniorów w Hokeju na Lodzie 2023 (III Dywizja)
Mistrzostwa Świata Juniorów w Hokeju na Lodzie III dywizji 2023 odbyły się w dniach 26 stycznia–2 lutego 2023 roku w Stambule (Turcja).
W mistrzostwach trzeciej dywizji uczestniczyło 8 zespołów, które zostały podzielone na dwie grupy po 4 zespoły. Rozgrywały one mecze systemem każdy z każdym. Wszystkie zespoły awansowały do ćwierćfinałów. Zwycięzcy par 1/4 finału zmierzyli się w półfinałach, natomiast cztery najsłabsze drużyny spotkały się w meczach o 5. i 7. miejsce.
Hala, w której odbyły się zawody to:
- Zeytinburnu Ice Rink (Stambuł)

## Faza grupowa
Grupa A
| 26 stycznia 2023 | Australia | 12:4 | Kirgistan | Zeytinburnu Ice Rink, Stambuł |

| Szczegóły      | Szczegóły | Szczegóły       | Szczegóły                                                                                  | Szczegóły                                                                                  |
| -------------- | --- | --------------- | ------------------------------------------------------------------------------------------ | ------------------------------------------------------------------------------------------ |
| Godzina: 10:00 | N. Doornbos (PP) 07:42 D. Kuleshov (EQ) 09:53 R. Langille (EQ) 17:41 D. Kuleshov (EQ) 24:59 N. Maley (EQ) 29:11 R. Langille (PP) 38:31 M. Lyashenko (EQ) 41:57 L. Clifford (EQ) 42:43 D. Kuleshov (EQ) 46:10 D. Kuleshov (EQ) 49:25 L. Clifford (EQ) 51:08 N. Moncrieff (EQ) 51:47 | (3:1, 3:1, 6:2) | 06:25 (PP) E. Mirbekow 36:37 (EQ) E. Mirbekow 50:41 (EQ) S. Ismanow 56:50 (EQ) A. Triszkin | Widzów: 52 Sędzia główny: Murat Aygun Sędziowie liniowi: Berkay Aslanbey Thibo Christiaens |
| Godzina: 10:00 | 14 min. kar |                 | 8 min. kar                                                                                 | Widzów: 52 Sędzia główny: Murat Aygun Sędziowie liniowi: Berkay Aslanbey Thibo Christiaens |

| 26 stycznia 2023 | Bośnia i Hercegowina | 1:6 | Nowa Zelandia | Zeytinburnu Ice Rink, Stambuł |

| Szczegóły      | Szczegóły             | Szczegóły       | Szczegóły | Szczegóły                                                                                |
| -------------- | --------------------- | --------------- | --- | ---------------------------------------------------------------------------------------- |
| Godzina: 17:00 | N. Gaković (EQ) 46:51 | (0:2, 0:3, 1:1) | 03:13 (EQ) J. Carey 15:31 (EQ) J. Carey 21:18 (PP) I. Audas 24:16 (EQ) J. Carey 38:46 (PP) J. Carey 57:54 (EQ) T. Thomas | Widzów: 78 Sędzia główny: Chris van Grinsven Sędziowie liniowi: John Dow Taha Kavlakoglu |
| Godzina: 17:00 | 12 min. kar           |                 | 6 min. kar | Widzów: 78 Sędzia główny: Chris van Grinsven Sędziowie liniowi: John Dow Taha Kavlakoglu |

| 27 stycznia 2023 | Bośnia i Hercegowina | 3:4 | Kirgistan | Zeytinburnu Ice Rink, Stambuł |

| Szczegóły      | Szczegóły                                                      | Szczegóły       | Szczegóły                                                                               | Szczegóły                                                                                |
| -------------- | -------------------------------------------------------------- | --------------- | --------------------------------------------------------------------------------------- | ---------------------------------------------------------------------------------------- |
| Godzina: 10:00 | N. Gaković (EQ) 12:00 R. Pleho (EQ) 35:14 T. Krehić (EQ) 52:10 | (1:1, 1:2, 1:1) | 11:17 (EQ) A. Sapitow 23:08 (PP2) S. Ismanow 27:07 (PP) E. Mirbekow 51:25 (PP) N. Żukow | Widzów: 54 Sędzia główny: Yen-Chin Shen Sędziowie liniowi: Kaspars Sirins Chun Hang Wong |
| Godzina: 10:00 | 20 min. kar                                                    |                 | 6 min. kar                                                                              | Widzów: 54 Sędzia główny: Yen-Chin Shen Sędziowie liniowi: Kaspars Sirins Chun Hang Wong |

| 27 stycznia 2023 | Nowa Zelandia | 2:6 | Australia | Zeytinburnu Ice Rink, Stambuł |

| Szczegóły      | Szczegóły                                   | Szczegóły       | Szczegóły | Szczegóły                                                                                    |
| -------------- | ------------------------------------------- | --------------- | --- | -------------------------------------------------------------------------------------------- |
| Godzina: 17:00 | L. Quigley (EQ) 21:40 L. Quigley (EQ) 45:23 | (0:3, 1:3, 1:0) | 11:09 (EQ) J. Dixon 17:07 (EQ) M. Lyashenko 19:04 (EQ) D. Kuleshov 23:59 (PP) D. Kuleshov 24:18 (EQ) M. Lyashenko 32:18 (EQ) D. Kuleshov | Widzów: 134 Sędzia główny: Bostjan Groznik Sędziowie liniowi: Ferhat Dogus Aygun Aron Magyar |
| Godzina: 17:00 | 10 min. kar                                 |                 | 14 min. kar | Widzów: 134 Sędzia główny: Bostjan Groznik Sędziowie liniowi: Ferhat Dogus Aygun Aron Magyar |

| 29 stycznia 2023 | Australia | 10:0 | Bośnia i Hercegowina | Zeytinburnu Ice Rink, Stambuł |

| Szczegóły      | Szczegóły | Szczegóły       | Szczegóły   | Szczegóły                                                                              |
| -------------- | --- | --------------- | ----------- | -------------------------------------------------------------------------------------- |
| Godzina: 10:00 | D. Chen (AG/EQ) 14:02 R. Langille (PP) 26:08 N. Maley (SH) 30:31 N. Doornbos (PP) 31:00 L. Doyle (EQ) 31:23 D. Kuleshov (EQ) 34:34 R. Langille (PP) 38:23 S. Rapchuk (EQ) 42:22 R. Langille (EQ) 55:27 L. Clifford (PP) 56:34 | (1:0, 6:0, 3:0) |             | Widzów: 50 Sędzia główny: Bostjan Groznik Sędziowie liniowi: Yunjie Cui Kaspars Sirins |
| Godzina: 10:00 | 14 min. kar |                 | 12 min. kar | Widzów: 50 Sędzia główny: Bostjan Groznik Sędziowie liniowi: Yunjie Cui Kaspars Sirins |

| 29 stycznia 2023 | Kirgistan | 3:1 | Nowa Zelandia | Zeytinburnu Ice Rink, Stambuł |

| Szczegóły      | Szczegóły                                                     | Szczegóły       | Szczegóły             | Szczegóły                                                                             |
| -------------- | ------------------------------------------------------------- | --------------- | --------------------- | ------------------------------------------------------------------------------------- |
| Godzina: 17:00 | N. Żukow (EQ) 00:35 N. Żukow (PP) 33:16 S. Ismanow (PP) 40:47 | (1:1, 1:0, 1:0) | 11:06 (EQ) C. Chapman | Widzów: 108 Sędzia główny: Murat Aygun Sędziowie liniowi: Taha Kavlakoglu Aron Magyar |
| Godzina: 17:00 | 8 min. kar                                                    |                 | 16 min. kar           | Widzów: 108 Sędzia główny: Murat Aygun Sędziowie liniowi: Taha Kavlakoglu Aron Magyar |

Tabela
| Lp. | Zespół               | M | Pkt | Z | Zd | Pd | P | G+ | G- | +/− |
| --- | -------------------- | - | --- | - | -- | -- | - | -- | -- | --- |
| 1.  | Australia            | 3 | 9   | 3 | 0  | 0  | 0 | 28 | 6  | +22 |
| 2.  | Kirgistan            | 3 | 6   | 2 | 0  | 0  | 1 | 11 | 16 | -5  |
| 3.  | Nowa Zelandia        | 3 | 3   | 1 | 0  | 0  | 2 | 9  | 10 | -1  |
| 4.  | Bośnia i Hercegowina | 3 | 0   | 0 | 0  | 0  | 3 | 4  | 20 | -16 |

    = awans do ćwierćfinałów 
Grupa B
| 26 stycznia 2023 | Izrael | 16:1 | Południowa Afryka | Zeytinburnu Ice Rink, Stambuł |

| Szczegóły      | Szczegóły | Szczegóły       | Szczegóły            | Szczegóły                                                                                |
| -------------- | --- | --------------- | -------------------- | ---------------------------------------------------------------------------------------- |
| Godzina: 13:30 | Y. Turner (EQ) 03:18 O. Segal (PP) 11:41 Y. Sharon (EQ) 16:29 A. Abend (PP) 18:57 M. Levin (SH) 27:34 O. Segal (EQ) 28:35 M. Levin (SH) 29:51 O. Segal (SH) 30:55 Y. Ben Hamo (EQ) 37:13 A. Ben Tov (EQ) 37:58 M. Levin (EQ) 38:19 A. Abend (EQ) 38:45 O. Segal (EQ) 41:24 N. Sigalov (PP) 48:20 M. Levin (PP) 57:47 A. Ben Tov (EQ) 59:01 | (4:0, 8:1, 4:0) | 28:11 (EQ) Z. Muller | Widzów: 113 Sędzia główny: Nicholas Air Sędziowie liniowi: Ferhat Dogus Aygun Yunjie Cui |
| Godzina: 13:30 | 16 min. kar |                 | 12 min. kar          | Widzów: 113 Sędzia główny: Nicholas Air Sędziowie liniowi: Ferhat Dogus Aygun Yunjie Cui |

| 26 stycznia 2023 | Turcja | 3:5 | Bułgaria | Zeytinburnu Ice Rink, Stambuł |

| Szczegóły      | Szczegóły                                                     | Szczegóły       | Szczegóły | Szczegóły                                                                             |
| -------------- | ------------------------------------------------------------- | --------------- | --- | ------------------------------------------------------------------------------------- |
| Godzina: 20:30 | T. Turut (EQ) 07:55 E. Demir (EQ) 29:07 O. Karakoç (PP) 53:34 | (1:0, 1:2, 1:3) | 20:22 (EQ) N. Czałiow 37:01 (EQ) B. Iliew 52:22 (PP) A. Kożuharow 55:49 (EQ) N. Czałiow 59:08 (EQ/ENG) A. Stanimirow | Widzów: 450 Sędzia główny: Bostjan Groznik Sędziowie liniowi: Aron Magyar Sem Ramirez |
| Godzina: 20:30 | 8 min. kar                                                    |                 | 8 min. kar | Widzów: 450 Sędzia główny: Bostjan Groznik Sędziowie liniowi: Aron Magyar Sem Ramirez |

| 27 stycznia 2023 | Bułgaria | 0:8 | Izrael | Zeytinburnu Ice Rink, Stambuł |

| Szczegóły      | Szczegóły   | Szczegóły       | Szczegóły | Szczegóły                                                                             |
| -------------- | ----------- | --------------- | --- | ------------------------------------------------------------------------------------- |
| Godzina: 13:30 |             | (0:5, 0:1, 0:2) | 02:17 (EQ) G. Aharonovich 02:30 (EQ) A. Rigler 05:18 (EQ) M. Levin 08:22 (PP) G. Aharonovich 16:02 (SH) L. Schulman 30:26 (EQ) O. Segal 43:41 (SH) Y. Turner 56:18 (PP) I. Bondar | Widzów: 127 Sędzia główny: Murat Aygun Sędziowie liniowi: Taha Kavlakoglu Sem Ramirez |
| Godzina: 13:30 | 20 min. kar |                 | 10 min. kar | Widzów: 127 Sędzia główny: Murat Aygun Sędziowie liniowi: Taha Kavlakoglu Sem Ramirez |

| 27 stycznia 2023 | Turcja | 9:3 | Południowa Afryka | Zeytinburnu Ice Rink, Stambuł |

| Szczegóły      | Szczegóły | Szczegóły       | Szczegóły                                                    | Szczegóły                                                                                   |
| -------------- | --- | --------------- | ------------------------------------------------------------ | ------------------------------------------------------------------------------------------- |
| Godzina: 20:30 | T. Turut (PP) 04:20 T. Turut (EQ) 07:49 E. Odabaş (EQ) 13:57 O. Meydanci (EQ) 19:17 E. Odabaş (EQ) 38:23 E. Demir (EQ) 43:25 M. Ergene (PP) 53:15 O. Meydanci (EQ) 53:46 E. Demir (EQ) 58:36 | (4:2, 1:0, 4:1) | 07:40 (EQ) S. de Jager 17:46 (PP) O. Beek 50:14 (PP) Y. Levi | Widzów: 452 Sędzia główny: Chris van Grinsven Sędziowie liniowi: Thibo Christiaens John Dow |
| Godzina: 20:30 | 16 min. kar |                 | 12 min. kar                                                  | Widzów: 452 Sędzia główny: Chris van Grinsven Sędziowie liniowi: Thibo Christiaens John Dow |

| 29 stycznia 2023 | Południowa Afryka | 0:5 | Bułgaria | Zeytinburnu Ice Rink, Stambuł |

| Szczegóły      | Szczegóły   | Szczegóły       | Szczegóły | Szczegóły                                                                              |
| -------------- | ----------- | --------------- | --- | -------------------------------------------------------------------------------------- |
| Godzina: 13:30 |             | (0:1, 0:3, 0:1) | 17:56 (PP) D. Pejczew 34:03 (EQ) T. Sławkow 35:31 (EQ) D. Pejczew 39:38 (EQ) A. Stanimirow 45:51 (EQ) A. Todorow | Widzów: 64 Sędzia główny: Yen-Chin Shen Sędziowie liniowi: Berkay Aslanbey Sem Ramirez |
| Godzina: 13:30 | 10 min. kar |                 | 27 min. kar | Widzów: 64 Sędzia główny: Yen-Chin Shen Sędziowie liniowi: Berkay Aslanbey Sem Ramirez |

| 29 stycznia 2023 | Izrael | 6:3 | Turcja | Zeytinburnu Ice Rink, Stambuł |

| Szczegóły      | Szczegóły | Szczegóły       | Szczegóły                                                   | Szczegóły                                                                          |
| -------------- | --- | --------------- | ----------------------------------------------------------- | ---------------------------------------------------------------------------------- |
| Godzina: 20:30 | A. Rigler (EQ) 03:00 M. Levin (EQ) 03:39 O. Segal (EQ) 03:54 I. Bondar (PP) 04:27 Y. Sharon (EQ) 15:38 O. Segal (PP) 22:00 | (5:0, 1:2, 0:1) | 32:50 (PP) Z. Güçlü 36:05 (EQ) T. Turut 52:53 (EQ) T. Turut | Widzów: 740 Sędzia główny: Nicholas Air Sędziowie liniowi: John Dow Chun Hang Wong |
| Godzina: 20:30 | 22 min. kar |                 | 41 min. kar                                                 | Widzów: 740 Sędzia główny: Nicholas Air Sędziowie liniowi: John Dow Chun Hang Wong |

Tabela
| Lp. | Zespół            | M | Pkt | Z | Zd | Pd | P | G+ | G- | +/− |
| --- | ----------------- | - | --- | - | -- | -- | - | -- | -- | --- |
| 1.  | Izrael            | 3 | 9   | 3 | 0  | 0  | 0 | 30 | 4  | +26 |
| 2.  | Bułgaria          | 3 | 6   | 2 | 0  | 0  | 1 | 10 | 11 | -1  |
| 3.  | Turcja            | 3 | 3   | 1 | 0  | 0  | 2 | 15 | 14 | +1  |
| 4.  | Południowa Afryka | 3 | 0   | 0 | 0  | 0  | 3 | 4  | 30 | -26 |

    = awans do ćwierćfinałów 

## Faza pucharowa
Ćwierćfinały
| 30 stycznia 2023 | Australia | 28:0 | Południowa Afryka | Zeytinburnu Ice Rink, Stambuł |

| Szczegóły      | Szczegóły | Szczegóły         | Szczegóły  | Szczegóły                                                                           |
| -------------- | --- | ----------------- | ---------- | ----------------------------------------------------------------------------------- |
| Godzina: 10:00 | R. Langille (EQ) 00:52 D. Kuleshov (EQ) 09:08 S. Rapchuk (EQ) 10:02 R. Langille (EQ) 11:07 D. Kuleshov (EQ) 18:33 J. Dixon (EQ) 21:08 D. Kuleshov (EQ) 21:35 L. Clifford (EQ) 22:38 J. Dixon (EQ) 24:50 N. Moncrieff (EQ) 29:53 M. Lyashenko (EQ) 31:22 S. Rapchuk (EQ) 31:52 N. Doornbos (EQ) 34:12 N. Moncrieff (EQ) 35:05 D. Kuleshov (EQ) 38:31 L. Clifford (EQ) 39:45 D. Kuleshov (EQ) 41:33 J. Laver (EQ) 42:12 M. Lyashenko (EQ) 45:31 R. Langille (EQ) 47:36 M. Hosen (EQ) 48:11 M. Bolger (EQ) 50:28 L. Clifford (EQ) 50:42 M. Bolger (EQ) 53:00 M. Lyashenko (EQ) 54:08 M. Bolger (EQ) 55:38 L. Clifford (EQ) 57:48 M. Bolger (EQ) 59:33 | (5:0, 11:0, 12:0) |            | Widzów: 48 Sędzia główny: Murat Aygun Sędziowie liniowi: Yunjie Cui Taha Kavlakoglu |
| Godzina: 10:00 | 0 min. kar |                   | 0 min. kar | Widzów: 48 Sędzia główny: Murat Aygun Sędziowie liniowi: Yunjie Cui Taha Kavlakoglu |

| 30 stycznia 2023 | Bułgaria | 6:2 | Nowa Zelandia | Zeytinburnu Ice Rink, Stambuł |

| Szczegóły      | Szczegóły | Szczegóły       | Szczegóły                                 | Szczegóły                                                                                        |
| -------------- | --- | --------------- | ----------------------------------------- | ------------------------------------------------------------------------------------------------ |
| Godzina: 13:30 | A. Todorow (EQ) 05:52 S. Pirocki (PP) 12:37 A. Stanimirow (EQ) 15:15 N. Czałiow (EQ) 31:34 N. Czałiow (EQ) 43:48 A. Todorow (SH/ENG) 58:57 | (3:1, 1:0, 2:1) | 19:57 (PP) J. Carey 42:51 (EQ) L. Quigley | Widzów: 50 Sędzia główny: Chris van Grinsven Sędziowie liniowi: Thibo Christiaens Chun Hang Wong |
| Godzina: 13:30 | 35 min. kar |                 | 10 min. kar                               | Widzów: 50 Sędzia główny: Chris van Grinsven Sędziowie liniowi: Thibo Christiaens Chun Hang Wong |

| 30 stycznia 2023 | Izrael | 10:0 | Bośnia i Hercegowina | Zeytinburnu Ice Rink, Stambuł |

| Szczegóły      | Szczegóły | Szczegóły       | Szczegóły   | Szczegóły                                                                                    |
| -------------- | --- | --------------- | ----------- | -------------------------------------------------------------------------------------------- |
| Godzina: 17:00 | M. Levin (PP) 02:42 M. Levin (SH) 03:57 S. Voshilo (EQ) 09:26 Y. Turner (PP) 10:42 Y. Turner (PP) 22:23 G. Aharonovich (PP) 33:15 M. Levin (EQ) 39:13 S. Voshilo (EQ) 42:15 M. Levin (EQ) 45:43 A. Rigler (PP) 50:35 | (4:0, 3:0, 3:0) |             | Widzów: 63 Sędzia główny: Nicholas Air Sędziowie liniowi: Berkay Aslanbey Ferhat Dogus Aygun |
| Godzina: 17:00 | 12 min. kar |                 | 20 min. kar | Widzów: 63 Sędzia główny: Nicholas Air Sędziowie liniowi: Berkay Aslanbey Ferhat Dogus Aygun |

| 30 stycznia 2023 | Kirgistan | 1:3 | Turcja | Zeytinburnu Ice Rink, Stambuł |

| Szczegóły      | Szczegóły               | Szczegóły       | Szczegóły                                                   | Szczegóły                                                                              |
| -------------- | ----------------------- | --------------- | ----------------------------------------------------------- | -------------------------------------------------------------------------------------- |
| Godzina: 20:30 | A. Asnalijew (EQ) 11:44 | (1:2, 0:0, 0:1) | 04:03 (EQ) T. Turut 12:04 (EQ) T. Turut 43:56 (EQ) A. Kanat | Widzów: 235 Sędzia główny: Yen-Chin Shen Sędziowie liniowi: Aron Magyar Kaspars Sirins |
| Godzina: 20:30 | 4 min. kar              |                 | 8 min. kar                                                  | Widzów: 235 Sędzia główny: Yen-Chin Shen Sędziowie liniowi: Aron Magyar Kaspars Sirins |

Mecz o siódme miejsce
| 1 lutego 2023 | Bośnia i Hercegowina | 7:3 | Południowa Afryka | Zeytinburnu Ice Rink, Stambuł |

| Szczegóły      | Szczegóły | Szczegóły       | Szczegóły                                                 | Szczegóły                                                                       |
| -------------- | --- | --------------- | --------------------------------------------------------- | ------------------------------------------------------------------------------- |
| Godzina: 13:30 | T. Mrkva (EQ) 01:35 N. Gaković (EQ) 08:07 D. A. Filipović (EQ) 08:14 N. Gaković (PP) 13:04 N. Gaković (EQ) 13:29 T. Mrkva (EQ) 13:51 B. Vranešić (EQ) 32:25 | (6:0, 1:1, 0:2) | 33:54 (PP) O. Beek 47:28 (EQ) K. Smith 52:49 (PP) Y. Levi | Widzów: 74 Sędzia główny: Murat Aygun Sędziowie liniowi: Yunjie Cui Sem Ramirez |
| Godzina: 13:30 | 12 min. kar |                 | 16 min. kar                                               | Widzów: 74 Sędzia główny: Murat Aygun Sędziowie liniowi: Yunjie Cui Sem Ramirez |

Półfinały
| 1 lutego 2023 | Australia | 4:1 | Bułgaria | Zeytinburnu Ice Rink, Stambuł |

| Szczegóły      | Szczegóły                                                                                  | Szczegóły       | Szczegóły             | Szczegóły                                                                                        |
| -------------- | ------------------------------------------------------------------------------------------ | --------------- | --------------------- | ------------------------------------------------------------------------------------------------ |
| Godzina: 17:00 | D. Kuleshov (PP) 17:51 D. Kuleshov (PP) 20:41 R. Langille (EQ) 47:06 S. Rapchuk (EQ) 52:21 | (1:0, 1:0, 2:1) | 51:22 (EQ) A. Todorow | Widzów: 100 Sędzia główny: Bostjan Groznik Sędziowie liniowi: Ferhat Dogus Aygun Taha Kavlakoglu |
| Godzina: 17:00 | 12 min. kar                                                                                |                 | 8 min. kar            | Widzów: 100 Sędzia główny: Bostjan Groznik Sędziowie liniowi: Ferhat Dogus Aygun Taha Kavlakoglu |

| 1 lutego 2023 | Izrael | 6:4 | Turcja | Zeytinburnu Ice Rink, Stambuł |

| Szczegóły      | Szczegóły | Szczegóły       | Szczegóły                                                                          | Szczegóły                                                                           |
| -------------- | --- | --------------- | ---------------------------------------------------------------------------------- | ----------------------------------------------------------------------------------- |
| Godzina: 20:30 | M. Levin (EQ) 04:04 O. Segal (EQ) 23:11 M. Levin (EQ) 27:51 Y. Turner (PP) 36:58 N. Sigalov (EQ) 52:10 I. Bondar (EQ) 54:27 | (1:1, 3:1, 2:2) | 18:56 (EQ) K. Altun 24:27 (EQ) O. Meydanci 51:32 (PP) E. Demir 59:37 (PP) E. Demir | Widzów: 1370 Sędzia główny: Nicholas Air Sędziowie liniowi: John Dow Kaspars Sirins |
| Godzina: 20:30 | 18 min. kar |                 | 4 min. kar                                                                         | Widzów: 1370 Sędzia główny: Nicholas Air Sędziowie liniowi: John Dow Kaspars Sirins |

Mecz o piąte miejsce
| 2 lutego 2023 | Kirgistan | 2:3 | Nowa Zelandia | Zeytinburnu Ice Rink, Stambuł |

| Szczegóły      | Szczegóły                                   | Szczegóły       | Szczegóły                                                        | Szczegóły                                                                                 |
| -------------- | ------------------------------------------- | --------------- | ---------------------------------------------------------------- | ----------------------------------------------------------------------------------------- |
| Godzina: 13:30 | A. Asnalijew (EQ) 19:49 N. Żukow (EQ) 55:25 | (1:0, 0:0, 1:3) | 42:38 (EQ) S. Ong 54:03 (EQ) L. Quigley 59:35 (EQ) C. Chamberlin | Widzów: 70 Sędzia główny: Yen-Chin Shen Sędziowie liniowi: Berkay Aslanbey Kaspars Sirins |
| Godzina: 13:30 | 2 min. kar                                  |                 | 2 min. kar                                                       | Widzów: 70 Sędzia główny: Yen-Chin Shen Sędziowie liniowi: Berkay Aslanbey Kaspars Sirins |

Mecz o trzecie miejsce
| 2 lutego 2023 | Bułgaria | 8:3 | Turcja | Zeytinburnu Ice Rink, Stambuł |

| Szczegóły      | Szczegóły | Szczegóły       | Szczegóły                                                     | Szczegóły                                                                             |
| -------------- | --- | --------------- | ------------------------------------------------------------- | ------------------------------------------------------------------------------------- |
| Godzina: 17:00 | A. Stanimirow (EQ) 02:26 A. Kożuharow (EQ) 06:06 A. Stanimirow (AG/EQ) 19:57 N. Czałiow (PP) 22:21 A. Todorow (EQ) 23:14 A. Todorow (AG/EQ) 36:33 W. Wałczew (EQ) 40:49 A. Kożuharow (PP) 58:38 | (3:1, 3:2, 2:0) | 17:52 (EQ) E. Odabaş 26:16 (EQ) T. Turut 35:48 (PP) T. Ergene | Widzów: 450 Sędzia główny: Bostjan Groznik Sędziowie liniowi: John Dow Chun Hang Wong |
| Godzina: 17:00 | 8 min. kar |                 | 8 min. kar                                                    | Widzów: 450 Sędzia główny: Bostjan Groznik Sędziowie liniowi: John Dow Chun Hang Wong |

Finał
| 2 lutego 2023 | Izrael | 1:4 | Australia | Zeytinburnu Ice Rink, Stambuł |

| Szczegóły      | Szczegóły           | Szczegóły       | Szczegóły                                                                                    | Szczegóły                                                                                      |
| -------------- | ------------------- | --------------- | -------------------------------------------------------------------------------------------- | ---------------------------------------------------------------------------------------------- |
| Godzina: 20:30 | O. Segal (EQ) 45:12 | (0:0, 0:2, 1:2) | 28:48 (EQ) D. Kuleshov 36:41 (PP) L. Clifford 40:27 (EQ) J. Dixon 59:37 (EQ/ENG) D. Kuleshov | Widzów: 300 Sędzia główny: Chris van Grinsven Sędziowie liniowi: Thibo Christiaens Aron Magyar |
| Godzina: 20:30 | 8 min. kar          |                 | 4 min. kar                                                                                   | Widzów: 300 Sędzia główny: Chris van Grinsven Sędziowie liniowi: Thibo Christiaens Aron Magyar |

Statystyki indywidualne
- Klasyfikacja strzelców:  Dmitri Kuleshov: 17 goli[1]
- Klasyfikacja asystentów:  Dmitri Kuleshov: 12 asyst[2]
- Klasyfikacja kanadyjska:  Dmitri Kuleshov: 29 punktów[3]
- Klasyfikacja +/−:  Dmitri Kuleshov: +25[4]
- Klasyfikacja skuteczności interwencji bramkarzy:  Itamar Melzer: 96,30%[5]
- Klasyfikacja średniej goli straconych na mecz bramkarzy:  Matus Trnka: 1,00 goli[5]

Nagrody indywidualne
Dyrektoriat turnieju wybrał trójkę najlepszych zawodników na każdej pozycji:
- Bramkarz:  Furkan Duran
- Obrońca:  Nir Sigalov
- Napastnik:  Dmitri Kuleshov

Najlepsi zawodnicy każdej reprezentacji wybrani przez szkoleniowców ekip
 Dmitri Kuleshov,  Nikko Gaković,  Nikoła Czałiow,  Mike Levin,  Ersułtan Mirbekow,  Luke Simon,  Yuval Levi,  Timur Turut

## Klasyfikacja końcowa
| Msc. | Reprezentacja        |
| ---- | -------------------- |
| 1    | Australia            |
| 2    | Izrael               |
| 3    | Bułgaria             |
| 4    | Turcja               |
| 5    | Nowa Zelandia        |
| 6    | Kirgistan            |
| 7    | Bośnia i Hercegowina |
| 8    | Południowa Afryka    |

    = awans do II dywizji, grupy B